# Иоанн Дорогомилович
Иоанн Дорогомилович (Иван) — псковский воевода.
В 1299 г. ливонские рыцари неожиданно напали на Псков и произвели большие опустошения в его окрестностях. Князь Довмонт, не имея времени собрать большой рати, выступил только с небольшой дружиной и Иваном Дорогомиловичем и на берегу реки Великой у церкви святых Петра и Павла совершенно разбил рыцарей.